# Tharra bucina
Tharra bucina är en insektsart som beskrevs av Nielson 1992. Tharra bucina ingår i släktet Tharra och familjen dvärgstritar. Inga underarter finns listade i Catalogue of Life.